# Phelister bolivianus
Phelister bolivianus är en skalbaggsart som beskrevs av Heinrich Bickhardt 1920. Phelister bolivianus ingår i släktet Phelister och familjen stumpbaggar. Inga underarter finns listade i Catalogue of Life.